# Stereo MC’s
A Stereo MC’s angol hiphop/elektronikus dance együttes, amely 1985-ben alakult az angliai Nottinghamben. Nemzetközi Top 20-as slágerük a Connected című szám volt. Nyolc album kiadása után, amelyet az Island Records, a K7, a Graffiti Recordings és a Pias gondozásában adtak ki, megalapították a Connected kiadót a Terranovával, hogy kiadják saját anyagukat és más előadók anyagát a house/techno/elektronikus médiumban.

## Karrier

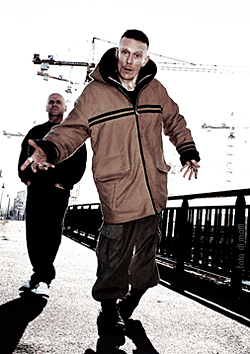
A Stereo MC's 2005-ben Berlinben

Rob Birch énekes és a lemezlovas (DJ)/producer, Nick Hallam megalapította Gee Street hangstúdióját és lemezkiadóját abból a pénzből, amit azért kaptak, hogy elhagyhassák londoni lakásukat, és eltekintve az előzenekartól, korai nyilvános koncertekre utaztak.
Birch & Hallam néven két szintipop kislemezt vettek fel 1983-ban: a What You Sayt és a Pray For Met, mindkettőt az A&M kiadó adta ki.
Amikor a Gee Street felkeltette a 4th &amp; Broadway figyelmét, felvették a Stereo MCs debütáló albumát, a 33-45-78-at (1989), csípős költségvetéssel DJ Cesare-rel, Owen If dobossal és Cath Coffey háttérénekessel. 1990-ben az "Elevate My Mind" volt az első brit hip-hop kislemez, amely elérte az Egyesült Államok R&B-lemezlistáját. Miután támogatta a Happy Mondayst egy amerikai turné során, az Egyesült Királyság feltörekvő alternatív dance életében, szövetségre volt szükség a Jungle Brothersszel, hogy biztosítsák a Supernatural (1990) toplistás sikerét. Azután a U2 és a Queen Latifah remixmunkája következett.
Élő zenekarukban Andrea Bedassie és Verona Davis énekesek szerepeltek, és ők voltak azon kevés hip-hop együttesek egyike, akik akkoriban rockzenei fesztiválokon játszottak. Az 1992-es fősodor áttörése, a Connected című albummal történt meg, amely az Egyesült Királyság albumlistája 2. helyén szerepelt a " Connected", a " Step It Up", a "Creation" és a "Ground Level" slágerekkel, és elnyerte a BRIT Awards díjat a legjobb együttes és a legjobb album kategóriában. Hallam és Birch ezután létrehozta a Spirit Songs zenei kiadó céget, amely aláírt a Finley Quaye-jel.
A Connected sikere után azonban csaknem egy évtizedig nem jelent meg új album. A Madonna (Frozen) és a Jungle Brothers (Jungle Brother) remixei 1998-ban a Stereo MC's nevét a rivaldafényben tartották. Madonna a Frozen remixet használta 2001-es Drown World Tourján. 
2000-ben kiadtak egy Disc Jockey mixet a Studio !K7 DJ-Kicks sorozatát, és remixelt egy másik dalt Madonnának (Music). A következő évben megjelent a Deep Down & Dirty, amit egy turné követett, melyben a nemrég újra egyesült Jane’s Addiction is fellépett.
Hatodik stúdióalbumuk, a Double Bubble 2008 júliusában jelent meg, ezt követte a hetedik, az Emperor's Nightingale 2011 augusztusában. 2008 decemberében a Madnesst támogatták a londoni O2 Arénában.

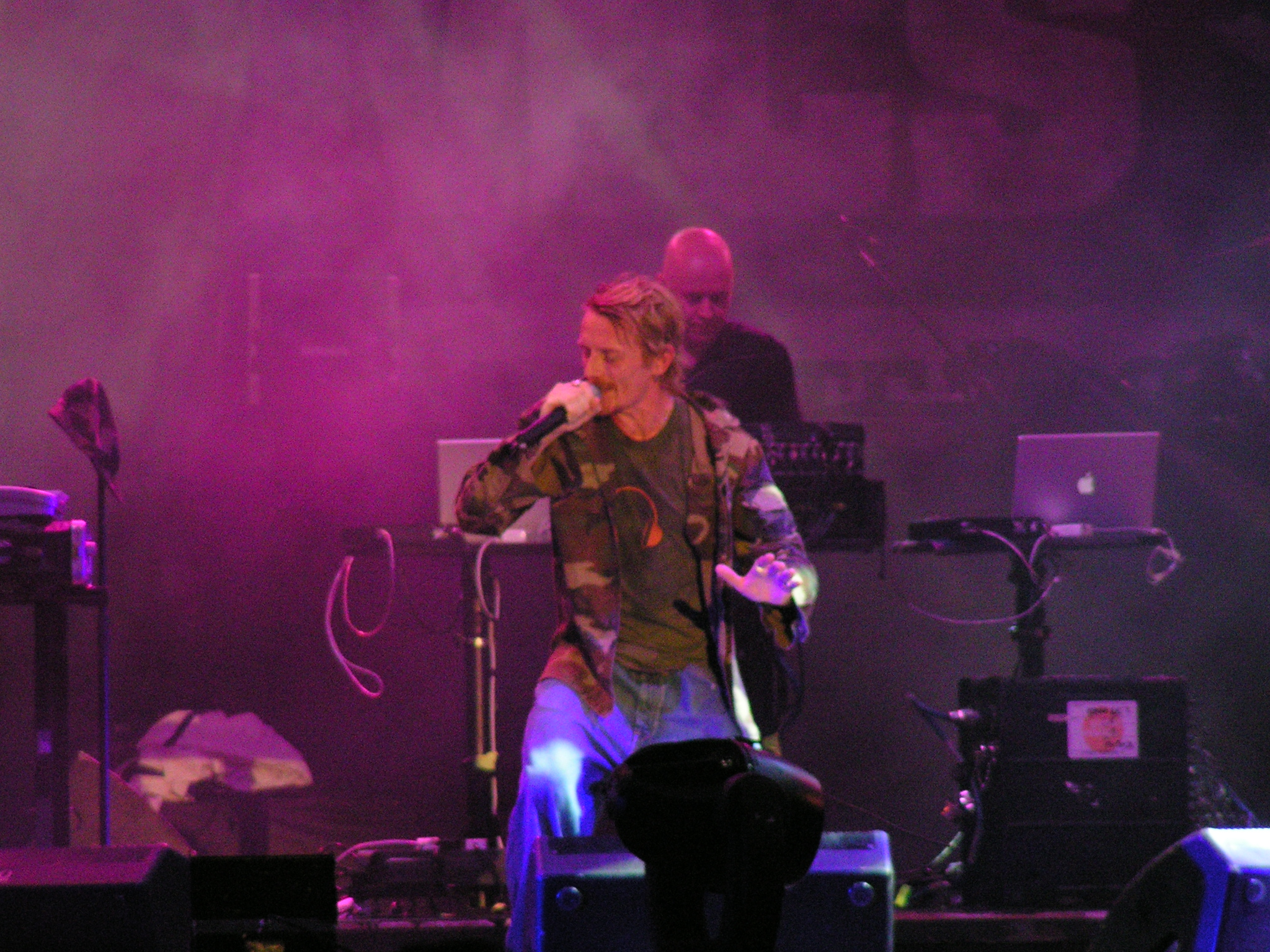
A Stereo MC's az Orange Music Experience fesztiválon, Haifa, 2005. június 29.

2022. július 10-én elhunyt Owen If dobos. 63 éves volt.

## Tagok
- "The Head" – Nick Hallam, 1960. június 11., Nottingham, Anglia.[3]
- "Rob B" – született: Robert Charles Birch, 1961. június 11., Ruddington, Nottinghamshire, Anglia.[3]
- "Owen If" – született Ian Frederick Rossiter, 1959. március 20. – elhunyt 2022. július 10-én, Newport, Monmouthshire, Wales.[3]
- "Aina Roxx”[7]
- "Cath Coffey".

## Diszkográfia

### EP-k
- The Stereo MCs (1990)

Ezt az EP-t a Stereo MC írta, készítette és komponálta, és az Island Records adta ki. A dalok az első három kislemezükből készültek, és később az első albumukon is megjelentek.

### Stúdióalbumok
- 33-45-78 (1989)
- Supernatural (1990)
- Connected (1992) #2 UK, #86 AUS[8]
- Deep Down &amp; Dirty (2001), #17 UK, #58 AUS[8]
- Paradise (2005)
- Double Bubble (2008)[3][9]
- Emperor's Nightingale (2011)

### Összeállítási albumok
- Retroactive (2002)
- Live at the BBC (2008)

### Egyéb albumok
- DJ-Kicks: Stereo MCs (2000) (más előadók remix albuma)

## Fordítás
Ez a szócikk részben vagy egészben  a   Stereo MC's című angol Wikipédia-szócikk ezen változatának fordításán alapul.  Az eredeti cikk szerkesztőit annak laptörténete sorolja fel. Ez a jelzés csupán a megfogalmazás eredetét és a szerzői jogokat jelzi, nem szolgál a cikkben szereplő információk forrásmegjelöléseként.